# Ardisia brevicaulis
Ardisia brevicaulis Diels – gatunek roślin z rodziny pierwiosnkowatych (Primulaceae). Występuje naturalnie w Chinach (w prowincjach Fujian, Guangdong, Kuangsi, Kuejczou, Hubei, Hunan, Jiangxi, Syczuan, Junnan oraz w Tybecie), na Tajwanie oraz w Wietnamie. 

## Morfologia
PokrójZimozielony krzew dorastający do 20 cm wysokości, tworzący rozłogi.
LiścieBlaszka liściowa ma kształt od eliptycznego lub owalnego do podługowatego. Mierzy 7–14 cm długości oraz 2,5–4,8 cm szerokości, jest całobrzega, ma klinową nasadę i tępy wierzchołek. Ogonek liściowy jest nagi i ma 10–15 mm długości.
KwiatyZebrane w wierzchotkach przypominających baldachy, wyrastających na szczytach pędów. Mają działki kielicha o owalnym lub lancetowatym kształcie i dorastające do 2 mm długości. Płatki są owalne i mają różową barwę oraz 5–7 mm długości.
OwocPestkowce mierzące 6 mm średnicy, o kulistym kształcie.

## Biologia i ekologia
Rośnie na terenach bagnistych oraz w lasach. Występuje na wysokości od 400 do 1300 m n.p.m.